# Kamen Rider Fourze
Kamen Rider OOO Kamen Rider Wizard
Kamen Rider Fourze (仮面ライダーフォーゼ, Kamen Raidā Fōze) est une série télévisée japonaise de type Tokusatsu. Elle est la vingt deuxième série de la franchise et la treizième de l’ère Heisei. Son nom est la contraction des mots "four" (le chiffre 4 en anglais) et "zéro", symbolisant les 40 ans de Kamen Rider.
Après une apparition dans le film Kamen Rider OOO Wonderful the Movie: Le Shogun et les 21 Core Medals sorti dans les salles japonaises le 6 août 2011, la série est diffusée à partir du 4 septembre 2011 sur TV Asahi.
La série célèbre non seulement le 40e anniversaire de la franchise, mais aussi le 50e anniversaire du vol spatial, débuté avec le Vostok 1 de Yuri Gagarin en 1961.
La phrase d'accroche de la série est "Switch la jeunesse car l'espace est à portée de main !" (青春スイッチオンで宇宙キター！, Seishun suitchi on de uchū kitā!), en référence au Fourze Driver (フォーゼドライバー, Fōze Doraibā), la ceinture permettant de se transformer et d'utiliser des accessoires appelés Astroswitches (アストロスイッチ, Asutorosuitchi) en les insérant dans des emplacements sur la ceinture.

## Histoire
Depuis quelque temps, le lycée AMANOGAWA est victime d'étranges apparitions. Un nouvel élève du nom de Gentaro Kisaragi s'y est fait transféré et n'a qu'un but " Faire en sorte que tout le monde devient ses amis!". Il y retrouve une amie d'enfance, Yuki Jojima, qui fait partie du groupe des Otaku et est une grande fan de l'espace. Elle est devenue bonne amie avec le solitaire Kengo Utahoshi.
Les trois jeunes gens créent le KRC ( Kamen Rider Club), qui s'agrandit lors de l'arrivée de la reine du lycée Miu Kazashiro et de son copain capitaine de l'équipe de football américain, Shun Daimonji, ainsi que l'homme social et artistique, JK, et de la fille au style gothique et aux pensées sombres, Tomoko Nozama.
Des créatures du nom de "Zodiarts" ont fait leur apparition sur le campus et Kengo accompagné de Yuki les affrontent. Pour cela, ils utilisent des appareils mis à leurs dispositions dans la base lunaire "Rabbit Hatch" dont l'entrée secrète est un casier situé dans un débarras du lycée. Parmi ces appareils se trouve la ceinture de Fourze qui a été récemment terminée. Cependant à cause d'une incapacité physique, Kengo ne peut l'utiliser et Gentaro en profite pour se porter volontaire (contre l'avis de Kengo). Il devient alors Kamen Rider Fourze et combat les Zodiarts.
Plus tard Ryusei Sakuta, un autre élève transféré rejoindra le club. Il porte une ceinture qui lui permet de se transformer en Kamen Rider Meteor, conçu par le mystérieux Tachibana dans le but d'aider Fourze dans sa bataille.
Le leader des Zodiarts est un homme aux yeux rouges qui suit un mystérieux dessein, mais quel est-il?

## Riders
Les riders de la série sont:
- Kamen Rider Fourze
- Kamen Rider Meteor

La rider exclusive aux films sont:
- Kamen Rider Nadeshiko

## Films
- Kamen Rider OOO Wonderful the Movie: Le Shogun et les 21 Core Medals (劇場版 仮面ライダーオーズ　WONDERFUL　将軍と２１のコアメダル, Gekijōban Kamen Raidā Ōzu Wandafuru: Shōgun to Nijū-ichi no Koa Medaru?): Sorti le 6 août 2011, le film comporte la première apparition du héros avant même le lancement de la série.
- Kamen Rider × Kamen Rider Fourze & OOO: Movie War Megamax (仮面ライダー×仮面ライダーフォーゼ＆オーズ ＭＯＶＩＥ大戦ＭＥＧＡＭＡＸ, Kamen Raidā × Kamen Raidā Fōze ando Ōzu: Mūbī Taisen Megamakkusu?)[4],[5]: Dans la lignée des Movie Taisen 2010 et 2011, le film est sorti en salle 10 décembre 2011 de cinéma au Japon.
- Kamen Rider × Super Sentai: Super Hero Taisen ((仮面ライダー×スーパー戦隊　スーパーヒーロー大戦 Kamen Raidā × Sūpā Sentai: Sūpā Hīrō Taisen)?): Dans ce film sorti le 21 avril 2012 [6], Kamen Rider Fourze doit s'allier avec les Go-Busters pour arrêter une guerre déclenché par Gokaired des Gokaiger et Kamen Rider Decade. Il est situé entre les épisodes 24 et 25.
- Kamen Rider Fourze le Film: A nous, l'Espace ! ((仮面ライダーフォーゼ　ＴＨＥ　ＭＯＶＩＥ　みんなで宇宙キターッ！, Kamen Raidā Fōze Za Mūbī Minna de Uchū kitā!)?): Sorti le 4 août 2012, le film se déroule entre les épisodes 44 et 45 de la série, et met en scène la rencontre entre Kamen Rider Fourze et les Kyodain (宇宙鉄人キョーダイン Uchū Tetsujin Kyōdain), aussi créés par Shotaro Ishinomori en 1976.
- Kamen Rider × Kamen Rider Wizard & Fourze: Movie War Ultimatum (仮面ライダー×仮面ライダー ウィザード&フォーゼ MOVIE大戦アルティメイタム Kamen Raidā × Kamen Raidā Wizādo Ando Fōze Mūbī Taisen Arutimeitamu): Sorti en salle le 8 décembre 2012, le film met en scène la rencontre entre Kamen Rider Fourze et Wizard, cinq ans après la fin de Fourze.

## Production
Le scénario de la série est assuré par Kazuki Nakashima, connu pour son travail sur Oh! Edo Rocket et Gurren Lagann. Les créatures sont désignées par Kia Asamiya, connu pour des séries comme Martian Successor Nadesico et Silent Möbius. Koichi Sakamoto, qui a travaillé sur les adaptations américaines des Sentai, les Power Rangers, est le réalisateur principal de la série après avoir dirigé les films de Kamen Rider W et plusieurs épisodes de Kaizoku Sentai Gokaiger.

## Distribution
- Gentaro Kisaragi (如月 弦太朗, Kisaragi Gentarō?): Sōta Fukushi (福士 蒼汰, Fukushi Sōta?)
- Kengo Utahoshi (歌星 賢吾, Utahoshi Kengo?): Ryuki Takahashi (高橋 龍輝, Takahashi Ryūki?)
- Yuki Jojima (城島 ユウキ, Jōjima Yūki?): Fumika Shimizu (清水 富美加, Shimizu Fumika?)
- Miu Kazashiro (風城 美羽, Kazashiro Miu?): Rikako Sakata (坂田 梨香子, Sakata Rikako?)
- Shun Daimonji (大文字 隼, Daimonji Shun?): Justin Tomimori (冨森 ジャスティン, Tomimori Jasutin?)
- Tomoko Nozama (野座間 友子, Nozama Tomoko?): Shiho (志保?)
- J-K (Ｊ-Ｋ（ジェイク）, Jeiku?): Shion Tsuchiya (土屋 シオン, Tsuchiya Shion?)
- Ryusei Sakuta (朔田 流星, Sakuta Ryūsei?): Ryō Yoshizawa (吉沢 亮, Yoshizawa Ryō?)
- Tamae Sakuma (佐久間 珠恵, Sakuma Tamae?): Maria Yoshikawa (吉川 まりあ, Yoshikawa Maria?)
- Jun Shigeno (繁野 ジュン, Shigeno Jun?): Arisa Fujisaki (藤嵜 亜莉沙, Fujisaki Arisa?)
- Sarina Sonoda (園田 紗里奈, Sonoda Sarina?): Yuka Konan (虎南 有香, Konan Yuka?)
- Chuta Ohsugi (大杉 忠太, Ōsugi Chūta?): Takushi Tanaka (田中 卓志, Tanaka Takushi?)
- Mituaki Gamou (我望 光明, Gamō Mitsuaki?): Shingo Tsurumi (鶴見 辰吾, Tsurumi Shingo?)
- Kouhei Hayami (速水 公平, Hayami Kōhei?): Kousei Amano (天野 浩成, Amano Kōsei?)
- Natsuji Kijima (鬼島 夏児, Kijima Natsuji?): Soran Tamoto (タモト 清嵐, Tamoto Soran?)
- Scorpion Zodiarts (スコーピオン・ゾディアーツ, Sukōpion Zodiātsu?, Voice): Eiji Takemoto (竹本 英史, Takemoto Eiji?)
- L'Homme aux Yeux Rouges (赤い目の男, Akai Me no Otoko?): Shingo Tsurumi (鶴見 辰吾, Tsurumi Shingo?)
- Virgo Zodiarts (ヴァルゴ・ゾディアーツ, Varugo Zodiātsu?, Voix): Rie Tanaka (田中 理恵, Tanaka Rie?)
- Narration (ナレーション, Narēshon?): Nobuyuki Hiyama (檜山 修之, Hiyama Nobuyuki?)

### Invités
- Toshiya Miura (三浦 俊也, Miura Toshiya?, Episodes 1, 2, 13, 14): Masanori Mizuno (水野 真典, Mizuno Masanori?)
- Takashi Satake (佐竹 剛, Satake Takashi?, Episodes 7, 8): Satoshi Jinbo (神保 悟志, Jinbo Satoshi?)
- Takato Daimonji (大文字 高人, Daimonji Takato?, Episodes 7, 8): Ryo Kamon (加門 良, Kamon Ryō?)
- Ritsuko Usaka (鵜坂 律子, Usaka Ritsuko?, Episodes 9, 10, 25, 26): Hikari Kajiwara (梶原 ひかり, Kajiwara Hikari?)
- Junta Abe (阿部 純太, Abe Junta?, Episodes 15, 16): Tokimasa Tanabe (田辺 季正, Tanabe Tokimasa?)
- Haruka Utsugi (宇津木 遥, Utsugi Haruka?, Episodes 21, 22): Nao Nagasawa (長澤 奈央, Nagasawa Nao?)
- Homme au club de Kick Boxing (キックボクシングジムの男, Kikku Bokushingu Jimu no Otoko?, Episodes 21, 22): Koji Nakamura (中村 浩二, Nakamura Kōji?)
- Yayoi Tokuda (徳田 弥生, Tokuda Yayoi?, Episodes 25, 26): Kasumi Suzuki (鈴木 かすみ, Suzuki Kasumi?)
- Kamen Rider Girls (仮面ライダーGIRLS, Kamen Raidā Gāruzu?, Episodes 26)
  - Nao Yasuda (安田 奈央, Yasuda Nao?): Kamen Rider Blade
  - Erika Yoshizumi (吉住 絵里加, Yoshizumi Erika?): Kamen Rider Den-O
  - Kaori Nagura (名倉 かおり, Nagura Kaori?): Kamen Rider Kiva
  - Hitomi Isaka (井坂 仁美, Isaka Hitomi?): Kamen Rider OOO
  - Miki Endo (遠藤 三貴, Endō Miki?): Kamen Rider Fourze
- tatsuo (de everset, Episode 26)
- Ryo (du groupe defspiral, Episode 26)
- Masaki (du groupe defspiral, Episode 26)
- AYANO (du groupe FULL AHEAD, 26)
- Mei Shirakawa (白川 芽以, Shirakawa Mei?, Episodes 30-32): Runa Natsui (夏居 瑠奈, Natsui Runa?)

### Cascadeurs
- Kamen Rider Fourze : Seiji Takaiwa (高岩 成二, Takaiwa Seiji?)
- Kamen Rider Meteor : Eitoku (永徳?)
- Libra Zodiarts : Jun Watanabe (ja) (渡辺 淳, Watanabe Jun?)[7]
- Pegasus Zodiarts, Cancer Zodiarts : Yugo Fujii (藤井 祐伍, Fujii Yūgo?)[8]

## Jeux vidéo
- All Kamen Rider: Rider Generations sur Nintendo DS: Sorti le 8 août 2011, Kamen Rider Fourze y est un personnage caché. Il ne dispose cependant que de son apparence initiale et n'a pas d'attaque spéciale.
- Kamen Rider: Climax Heroes Fourze (仮面ライダー クライマックスヒーローズ フォーゼ, Kamen Raidā Kuraimakkusu Hīrōzu Fōze?) sur PlayStation Portable et Nintendo Wii: Sortie en Décembre 2011.
- All Kamen Rider: Rider Generations 2 sur Nintendo DS et PlayStation Portable: Sorti le 4 août 2012, il permet de jouer avec Fourze & Meteor et d'affronter certains Zodiarts (Lion, Vierge, Balance et Scorpion).